# Onada de fred a Europa de 2009-2010

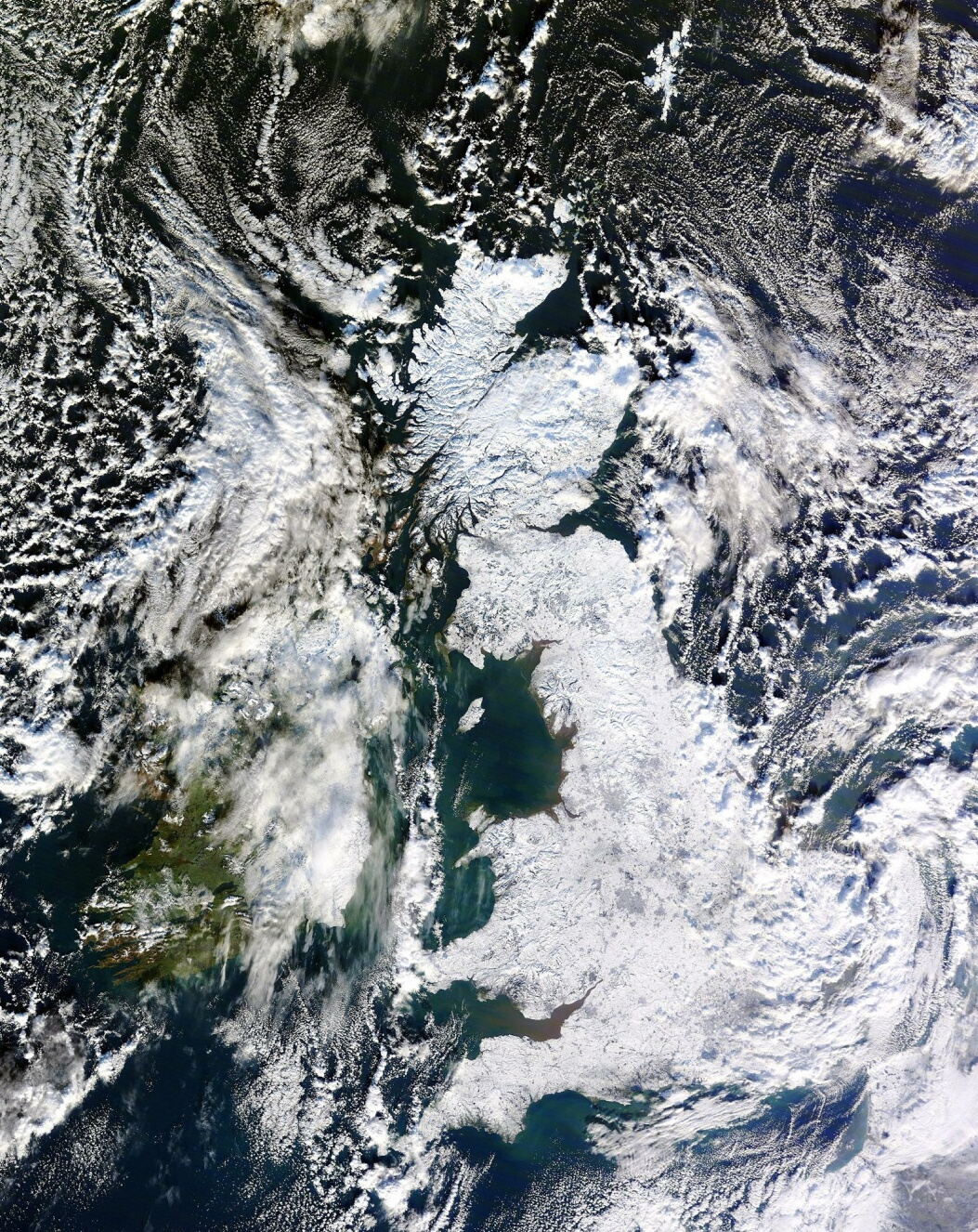
El dia 7 de gener del 2010 la neu cobria la totalitat de Gran Bretanya.

L'onada de fred a Europa de 2009-2010 va ser una fredorada que va començar el 17 de desembre del 2009 i va continuar durant els primers dies de l'any 2010. Va ser causat per un estancament persistent de la situació meteorològica que va portar aire fred i humit des del nord originant la ciclogènesi des de les tempestes d'Amèrica del Nord desplaçant-se a través de l'oceà Atlàntic i arribant a Europa, on produïren grans nevades i temperatures molt inferiors a la mitjana de l'època. Les conseqüències van ser 192 morts (fins al 8 de gener del 2010), problemes estesos arreu d'Europa en el transport aeri, terrestre i marítim, ajornament d'esdeveniments esportius i danys en l'agricultura, entre d'altres.
A Dinamarca (Thisted) hi va haver un rècord de 83 cm de neu acumulada el dia 6 de gener del 2010. A Noruega la mínima es va situar en -45.6 °C.
Als Països Catalans la temperatura més baixa va ser -17,7 °C, enregistrada el dia 9 de gener de 2010 al Port de la Bonaigua a 2200 m d'altitud.